# Lautaro García
Lautaro García Vergara (San Fernando, Colchagua, 8 de octubre de 1895 — Santiago de Chile, región Metropolitana, 12 de julio de 1982) fue un pintor, cantante y dramaturgo chileno.
García fue alumno del pintor Fernando Álvarez de Sotomayor en la Escuela de Bellas Artes e integró el grupo de pintores denominado como Generación del Trece. Como dramaturgo, escribió quince obras de drama campesino sobre la comedia a la farsa. También trabajó como actor y crítico de arte.
En los veinte años de su carrera como cantante García actuó en el Teatro Municipal de Santiago, en la Ópera de Niza y en La Scala. De 1929 a 1930 fue director del Museo Nacional de Bellas Artes. Entre 1937 y 1938 fue cónsul chileno en Roma. En 1958 fue galardonado con el Premio Nacional de Arte.